# ويل هاريس (لاعب كرة قدم أمريكية)
ويل هاريس (بالإنجليزية: Will Harris)‏ هو لاعب كرة قدم أمريكية أمريكي، ولد في 19 ديسمبر 1998 في سواني في الولايات المتحدة.

## وصلات خارجية
- ويل هاريس على موقع مرجع كرة القدم المحترفة.كوم (الإنجليزية)